# منتخب الصومال لكرة القدم الشاطئية
منتخب الصومال لكرة القدم الشاطئية ، هي منتخب وطني لكرة القدم الشاطئية في الصومال.

## وصلة خارجية
- http://www.somaliabeachsoccer.com